# Holdridge Island
Holdridge Island är en ö i Kanada.   Den ligger i ögruppen Button Islands i territoriet Nunavut, i den östra delen av landet, 1 800 km nordost om huvudstaden Ottawa. Arean är 2,0 kvadratkilometer.
Terrängen på Holdridge Island är platt. Öns högsta punkt är 89 meter över havet. Den sträcker sig 2,2 kilometer i nord-sydlig riktning, och 2,2 kilometer i öst-västlig riktning.